# Siegfried Wagner
Siegfried Wagner (6 de junho de 1869 - 4 de agosto de 1930) foi um compositor e maestro alemão, filho de Richard Wagner. Ele era um compositor muito produtivo de ópera e foi diretor artístico do Festival de Bayreuth de 1908 a 1930.

## Vida
Siegfried nasceu em 1869 filho de Richard Wagner e sua esposa Cosima Wagner (nasc. Liszt), em Triebschen, Lake Lucerne. Através de sua mãe, era neto de Franz Liszt, de quem recebeu alguma instrução em harmonia. 
Depois de ter completado seus estudos secundários em 1889, estudou com Engelbert Humperdinck, mas foi mais fortemente atraído para uma carreira de arquiteto e estudou arquitectura em Berlim e em Karlsruhe. 
Em 1892 empreendeu uma viagem à Ásia com um amigo, o compositor Inglês Clement Harris. Durante a viagem decidiu abandonar a arquitectura e comprometer-se com a música.
O seu primeiro trabalho oficial, o poema sinfônico Sehnsucht após Friedrich Schiller. Esta peça foi concluída pouco antes do concerto em que Siegfried Wagner dirigiu em Londres em 6 de junho de 1895. Tornou-se um compositor muito produtivo, compondo mais óperas que o seu pai. Apesar de suas inúmeras obras, não entraram no repertório standard. 
Entretanto, ele havia feito sua primeira atuação como assistente de realização de maestro em Bayreuth em 1894; em 1896 ele tornou-se sócio diretor. Em 1908 ele tomou posse como Director Artístico do Festival de Bayreuth, sucedendo a sua mãe Cosima. 
Siegfried Wagner era bissexual. Durante anos, sua mãe insistiu para ele casar e fornecer herdeiros.
Em 1913, a pressão sobre Siegfied aumentou devido à Harden-Eulenburg Affair, na qual o jornalista Maximilian Harden acusa várias figuras públicas, Philipp, Príncipe de Eulenburg-Hertefeld, um amigo do Kaiser Wilhelm II, de homossexualidade. Neste clima, Siegfried já não podia evitar o casamento. A família encontrou uma mulher de dezessete anos de idade, dama inglesa, Winifred Klindworth, filha adoptiva de Karl Klindworth, e no Festival de Bayreuth 1914 ela foi introduzida a Siegfried, então com 45 anos. Os dois casaram em 22 de setembro de 1915. 
O casal teve quatro filhos:
1. Wieland (1917-1966)
2. Friedlinde (1918-1991)
3. Wolfgang (nascido em 1919)
4. Verena (nascido em 1920)

Embora o casamento, previsto para a sucessão dinástica, trouxesse a esperança de pôr fim aos encontros homossexuais e aos escândalos de Siegfried, Winifred rapidamente ficou desapontada e, como o marido, manteve vida sexual ativa com outros homens.
Peter Pachl, um dos biógrafos de Siegfried, afirmou que em 1901 ele tinha um filho ilegítimo, Walter Aign (1901-1977). No entanto, esta afirmação permanece controversa sem ele ter fornecido nenhuma prova. [carece de fontes?] Não obstante, vários autores recentes, tais como Frederic Spotts ou Brigitte Hamann, terem aceite esta afirmação.
Siegfried Wagner morreu em Bayreuth em 1930 e foi sucedido à frente do festival pela sua viúva, Winifred, enquanto seus dois filhos ainda eram muito jovens.

## Obras

### Óperas
(com libreto pelo compositor)
1. Der Bärenhäuter (1898; estreada em Munique 1899)
2. Herzog Wildfang (1900; estreada em Munique 1901)
3. Der Kobold (1903; estreada em Hamburgo 1904)
4. Bruder Lustig (1904; estreada em Hamburgo 1905)
5. Sternengebot (1906; estreada em Hamburgo 1908)
6. Banadietrich (1909; estreada em Karlsruhe 1910)
7. Schwarzschwanenreich (1910; estreada em Karlsruhe 1918)
8. Sonnenflammen (1912; estreada em Darmstadt 1918)
9. Der Heidenkönig (1913; estreada em Colónia 1933)
10. Der Friedensengel (1914; estreada em Karlsruhe 1926)
11. An allem ist Hütchen schuld! (1915; estreada em Estugarda 1917)
12. Das Liebesopfer (1917, libretto apenas; versão revista sob o título Wernhart, 1929)
13. Der Schmied von Marienburg (1920; estreada em Rostock 1923)
14. Rainulf und Adelasia (1922; estreada em Rostock 1923)
15. Die heilige Linde (1927; estreada em Colónia 2001)
16. Wahnopfer (1928; orquestração inacabada)
17. Walamund (1928-29; não orquestrada)
18. Das Flüchlein, das Jeder mitbekam (1929; não orquestrada pelo compositor para além da abertura; orquestração por Hans Peter Mohr 1984, foi estreada em Kiel)

### Obra orquestral
1. Marcha para Gottfried der Spielmann (c. 1882)[3]
2. Orquestração deEkloge a partir da obra de Liszt Années de Pèlerinage (1890)
3. Sehnsucht, poema sinfónico segundo Schiller (1892-5)
4. Concertino para flauta e pequena orquestra (1913)
5. Concerto para violino (1915)
6. Und wenn die Welt voll Teufel wär, scherzo para orquestra (1922)
7. Glück, poema sinfónico (1922-23) [dedicado à memória de Clement Harris]
8. Sinfonia em dó maior (1925, rev. 1927). (Primeira versão utilizava o Prelúdio to Der Friedensengel com o movimento lento, enquanto um novo movimento foi composto para a versão revisada. O scherzo é baseado no esboço para um poema orquestral-inacabado, Hans im Glück[4])